# Zotonic
Zotonic — система управления содержимым (англ. CMS) и каркас веб-приложений с открытым исходным кодом, построенная на языке Erlang и выпущенная на условиях Apache License 2.0. Часть CMS Zotonic разработана для удобного использования и прячет от пользователя задачи, сделанные для разработчиков. Одна из основных целей Zotonic — это скорость, и заявлено, что она будет до 10 раз быстрее, чем фреймворки на основе PHP. Так же возможности широко расширяются благодаря модулям, визуальным компонентам(scomps), фильтрам и моделям.

## Основные возможности
- Быстрая: Zotonic позиционируется как в 10 раз более быстрая, чем системы управления контентом на PHP[4].
- Простой пользовательский интерфейс
- Простая разработка дизайна через систему шаблонов
- Расширяемая
- Управляется событиями: Есть возможность создавать управляемые событиями Ajax веб-сайты без написания JavaScript[4].
- Подключаемые модули доступа управления[4].

## Используемые технологии и методы
- Erlang
- Comet
- PostgreSQL
- jQuery
- ErlyDTL (улучшенная версия)
- Model-View-Controller (MVC)
- Модульный дизайн